# گورنادور سلسو راموس
گورنادور سلسو راموس (به پرتغالی: Governador Celso Ramos) یک منطقهٔ مسکونی در برزیل است که در سانتا کاتارینا واقع شده‌است. گورنادور سلسو راموس ۱۴٬۶۰۶ نفر جمعیت دارد.